# Ashli Babbittová
Ashli Elizabeth Babbittová, nepřechýleně Ashli Babbitt (10. října 1985 – 6. ledna 2021, Washington, D.C.), byla veteránka letectva a Národní gardy USA, která zemřela na následky postřelení při své účasti na vniknutí podporovatelů Donalda Trumpa do budovy Kapitolu v lednu 2021.

## Život
Babbittová byla veteránka leteckých sil a Národní gardy USA, v nichž sloužila čtrnáct let. Odsloužila dva operační turnusy v Afghánistánu a Iráku. Později sloužila v rámci Národní gardy USA v Kuvajtu a Kataru. Za vojenskou službu v Iráku obdržela vyznamenání Iraq Campaign Medal.
Pocházela ze San Diega v Kalifornii. Spolu s manželem Aaronem Babbittem vlastnila obchod s příslušenstvím k bazénům. S předchozím manželem Timothym McEntee se poznala u letectva, po 14letém manželství se však v květnu 2019 rozvedli.
V roce 2016 byla obviněna z obecného ohrožení, poté co údajně narazila autem do ženy, s kterou se dostala do konfliktu ohledně řidičských schopností. Obvinění byla později zproštěna. V roce 2016 si kvůli potížím v podnikání vzala krátkodobou podnikatelskou půjčku s vysokým úrokem ve výši 169 procent, což mohlo být podle politického komentátora Billa Mahera důvodem nespokojenosti s vládou státu Kalifornie a Demokratickou stranou obecně.

## Politické postoje
Před smrtí byla podporovatelkou amerického prezidenta Donalda Trumpa. Vyjadřovala se ostře k imigrační politice a podporovala stavbu zdi na hranici s Mexikem. Na sociálních sítích podporovala konspirační teorie hnutí QAnon, které obviňovalo vedení Demokratické strany z pedofilie, a označovala demokratického prezidentského kandidáta Joea Bidena za „znásilňovače dětí“. Protestovala proti opatřením proti šíření covidu-19, jako byly lockdown, nošení roušek nebo očkování. Byla členkou ultrapravicových facebookových skupin. Babbittová také vyzvala tehdejšího republikánského viceprezidenta Mikea Pence k rezignaci, když se odmítl podílet na zpochybňování a zablokování voleb. Na svém twitterovém účtu sama sebe popsala jako „veteránku a libertariánku“. Sdílela mnohá prohlášení o podpoře Donalda Trumpa. Podporovala i Lina Wooda, který rozšiřoval konspirační teorie na podporu Trumpových tvrzení o volebních podvodech v souvislosti s prezidentskými volbami roku 2020.

### Účast při útoku na Kapitol a smrt
Dne 6. ledna 2021 se účastnila protestů příznivců dosluhujícího prezidenta Donalda Trumpa proti zvolení Joea Bidena novým prezidentem. Po vniknutí do budovy Kapitolu se spolu se skupinou dalších výtržníků snažila dostat zataraseným vchodem do zasedací místnosti, podle očitého svědka prorazila reproduktorem okna a snažila se protáhnout dovnitř. Nedbala přitom výzev policistů k opuštění prostoru. Při průniku oknem byla postřelena, podle některých svědeckých výpovědí do krku či hrudi, načež dav protestujících začal prchat. Strážníci postřelené Babbittové poskytli první pomoc, po převozu do nemocnice však na následky zranění zemřela. Později byla na sociálních sítích zveřejněna nahrávka jednoho z protestujících, podle níž demonstranti vyrazili skla v zabarikádovaných dveřích. Za dveřmi stál policista se zbraní viditelně namířenou na otvor po vyraženém sklu, na což ostatní upozornil jeden protestující. Babbittová byla tímto policistou jednou ranou střelena, když prolézala otvorem, a spadla na zem zpět mezi útočníky.
Ashli Babbittová podle vyjádření tchyně neinformovala svého manžela o svém odjezdu do Washingtonu. Manžel i jeho matka si bezprostředně po její smrti stěžovali, že je o jejím osudu nikdo oficiálně neinformoval a dozvěděli se o jejím skonu z televize.
Podle komentátorek Alishi Haridasani Guptaové z New York Times a Very Bergengruenové z časopisu Time se Babbittová po své smrti stala symbolickou postavou pro krajně pravicové občany USA a bílé nacionalisty. Zároveň její úmrtí oživilo diskuse o extremismu v armádních řadách.

### Vyšetřování a soudy
Federální vyšetřování případu odhalilo, že důstojník Michael Byrd při střelbě na Babbittovou nepochybil a jednal v mezích zákona. Druhá administrativa Donalda Trumpa rozhodla o výplatě odškodného pozůstalým po Ashli Babbittové ve výši pěti milionů dolarů.